# Богарада Дмитро Вікторович
Дмитро Вікторович Богарада (нар. 25 вересня 1975) — колишній український футболіст, що грав на позиції захисника. Відомий за виступами у низці клубів української вищої та першої ліг, а також за клуби вищої ліги Молдови та Казахстану.

## Клубна кар'єра
Дмитро Богарада є вихованцем УОР міста Донецька. Дебютував у команді майстрів молодий футболіст на початку 1993 року, коли став гравцем клубу «Бажановець» із Макіївки, яка грала у другій українській лізі. Навесні 1994 року Богарада нетривалий час грав з донецьку аматорську команду «Гарант», а з початку сезону 1994—1995 стає гравцем другої команди донецького «Шахтаря», яка на той час грала у другій лізі. з початку 1995 року Дмитро Богарада стає гравцем першолігової команди «Хімік» із Сєвєродонецька. У команді з Луганщини захисник грав до кінця 1995 року. На початку 1996 року Богарада отримав запрошення від вищолігового клубу — луцької «Волині». У луцькому клубі футболіст до кінця сезону зіграв 12 матчів, проте команда в цьому сезоні виступила невдало, та вибула до першої ліги. Богарада нетривалий час ще пограв на Волині за місцевий аматорський клуб «Ковель». Узимку 1997 року футболіст їздив на перегляд до російського «Уралмаша», проте команді не підійшов, і з початку 1997 року повернувся до складу сєвєродонецького «Хіміка», в якому виступав у першій лізі до закінчення сезону 1996—1997. Улітку футболіст став гравцем вищолігової команди «Металург» з Маріуполя, проте зіграв у складі приазовської команди лише 1 матч у чемпіонаті України і 1 матч у Кубку України. На початку 1998 року Дмитро Богарада став гравцем вищолігового молдовського клубу «Конструкторул» із Кишинева, проте й у цій команді зіграв лише 1 матч у першості країни, і влітку цього ж року став гравцем іншої вищолігової молдовської команди «Олімпія» з Бєльців. У цій команді футболіст грав протягом півроку, за які 10 разів виходив на поле в чемпіонаті країни. На початку 1999 року Дмитро Богарада став гравцем вищоліговий клуб «AES Єлімай». У цьому сезоні семипалатинський клуб виступив невдало, і після чемпіонства у 1998 році опустився аж на 9 місце у першості. Богарада грав у команді до кінця 2000 року, та повернувся до України, де у 2001 році грав за аматорський клуб ВАОК із Володимирівки. На початку 2002 року футболіст грав за російський клуб «Локомотив» із Чити, а в середині року знову став гравцем казахського «Єлімая». У Казахстані Богарада грав до кінця 2003 року, а у 2004 році повернувся до України, де грав за аматорський клуб КЗЕЗО з Каховки. Пізніше Дмитро Богарада грав за нижчолігові польські клуби «Глінік-Карпатія» і АКС.